# Knack Roeselare
De volleybalclub Knack Volley Roeselare werd gesticht op 12 februari 1964 door enkele leerlingen van de Roeselaarse Broederschool als "The Jets". Officieel ging men van start in september 1964 in 3de provinciale. Van schoolploeg evolueerde Knack Volley Roeselare snel tot een grote Belgische en Europese club.
Knack Roeselare speelt in de Belgische Liga A, ook wel de Euromillions Volley League genoemd. Verder treedt de club ook aan in de CEV Champions League en de Beker van België Volleybal.
De thuiswedstrijden van de club worden afgewerkt in de Internationale hal van Sporthal Schiervelde in Roeselare. Tijdens het seizoen 2020-2021 werd deze hal omgedoopt tot de Tomabelhal, wat de sterke samenwerking aangeeft tussen de club en bedrijven in de buurt. Deze naam bleef bestaan tot in 2025. Vanaf dan heet het de REO Arena.

## Spelerskern per seizoen

### 2024-2025
Trainer: Steven Vanmedegael  België Assistent: Marcin Nowakowski  Polen
| No. | Naam                 | Land      | Positie        |
| --- | -------------------- | --------- | -------------- |
| 1.  | Dennis Deroey        | België    | Libero         |
| 3.  | Erik Siksna          | Canada    | Rec.-Aanvaller |
| 4.  | Stijn D'Hulst        | België    | Spelverdeler   |
| 5.  | Pieter Coolman       | België    | Midden-blokker |
| 6.  | Jasper Wijkstra      | Nederland | Rec.-Aanvaller |
| 7.  | Lennert Van Elsen    | België    | Midden-blokker |
| 8.  | Matthijs Verhanneman | België    | Rec.-Aanvaller |
| 10. | Mauro Lips           | België    | Midden-Blokker |
| 11. | Seppe Van Hoyweghen  | België    | Spelverdeler   |
| 12. | Seppe Rotty          | België    | Rec.-Aanvaller |
| 14. | Brendan Mills        | Canada    | Opposite       |
| 15. | Basil Dermaux        | België    | Opposite       |
| 16. | Bjarne Angillis      | België    | Libero         |
| 17. | Miika Haapaniemi     | Finland   | Midden-Blokker |

In: Basil Dermaux (2003), Mauro Lips (2006), Seppe Van Hoyweghen (2000), Erik Siksna (2001), Miika Haapaniemi (2004), Brendan Mills (2003)
Uit: Hugo Fischer (1999), Henri Treial (1992), Simon Plaskie (2001), Sander Depovere (1995), Diego González Castañeda (2000)
Doorgeschoven uit Knack Roeselare C: Bjarne Angillis (2006)
Gelegenheidsspeler uit Knack Roeselare C wegens blessures: Dante Geleyn (2009)

### 2023-2024
Trainer: Steven Vanmedegael  België Assistent: Bram Van den hove  België
| No. | Naam                     | Land      | Positie        |
| --- | ------------------------ | --------- | -------------- |
| 1.  | Dennis Deroey            | België    | Libero         |
| 4.  | Stijn D'Hulst            | België    | Spelverdeler   |
| 5.  | Pieter Coolman           | België    | Midden-blokker |
| 6.  | Jasper Wijkstra          | Nederland | Rec.-Aanvaller |
| 7.  | Simon Plaskie            | België    | Rec.-Aanvaller |
| 8.  | Matthijs Verhanneman     | België    | Rec.-Aanvaller |
| 9.  | Lennert Van Elsen        | België    | Midden-blokker |
| 11. | Henri Treial             | Estland   | Midden-blokker |
| 12. | Seppe Rotty              | België    | Rec.-Aanvaller |
| 13. | Sander Depovere          | België    | Spelverdeler   |
| 14. | Diego González Castañeda | Mexico    | Opposite       |
| 19. | Hugo Fischer             | België    | Opposite       |

In: Jasper Wijkstra (2002), Lennert Van Elsen (2001), Henri Treial (1992), Diego González Castañeda (2000), Hugo Fischer (1999)
Uit: Michiel Ahyi (1998), Maicon Leite (1992), Märt Tammearu (2001), Pablo Kukartsev (1993), Rune Fasteland (1995)

### 2022-2023
Trainer: Steven Vanmedegael  België Assistent: Bram Van den hove  België
| No. | Naam                 | Land       | Positie        |
| --- | -------------------- | ---------- | -------------- |
| 1.  | Dennis Deroey        | België     | Libero         |
| 4.  | Stijn D'Hulst        | België     | Spelverdeler   |
| 5.  | Pieter Coolman       | België     | Midden-blokker |
| 6.  | Michiel Ahyi         | Nederland  | Opposite       |
| 7.  | Simon Plaskie        | België     | Rec.-Aanvaller |
| 8.  | Matthijs Verhanneman | België     | Rec.-Aanvaller |
| 10. | Maicon Leite         | Brazilië   | Midden-blokker |
| 11. | Mart Tammearu        | Estland    | Rec.-Aanvaller |
| 12. | Seppe Rotty          | België     | Rec.-Aanvaller |
| 13. | Sander Depovere      | België     | Spelverdeler   |
| 16. | Pablo Kukartsev      | Argentinië | Opposite       |
| 17. | Rune Fasteland       | Noorwegen  | Midden-blokker |

In: Simon Plaskie (2001), Seppe Rotty (2001), Maicon Leite (1992), Pablo Kukartsev (1993)
Uit: Stijn Van Schie (1995), Arno Van De Velde (1995), Mathijs Desmet (2000), François Lecat (1993)
Intern: Josse Devarrewaere (1999) naar Knack Roeselare B, jeugdspeler Jasper Maerten (2005) mag meetrainen met de A-kern en krijgt het rugnummer 20

### 2021-2022
Trainer: Steven Vanmedegael  België Assistent: Bram Van den hove  België
| No. | Naam                 | Land      | Positie        |
| --- | -------------------- | --------- | -------------- |
| 1.  | Dennis Deroey        | België    | Libero         |
| 4.  | Stijn D'Hulst        | België    | Spelverdeler   |
| 5.  | Pieter Coolman       | België    | Midden-blokker |
| 6.  | Michiel Ahyi         | Nederland | Opposite       |
| 7.  | Stijn Van Schie      | Nederland | Rec.-Aanvaller |
| 8.  | Matthijs Verhanneman | België    | Rec.-Aanvaller |
| 9.  | Arno Van De Velde    | België    | Midden-blokker |
| 10. | Mathijs Desmet       | België    | Rec.-Aanvaller |
| 11. | Mart Tammearu        | Estland   | Rec.-Aanvaller |
| 13. | Sander Depovere      | België    | Spelverdeler   |
| 17. | Rune Fasteland       | Noorwegen | Midden-blokker |
| 18. | Josse Devarrewaere   | België    | Libero         |
| 19. | François Lecat       | België    | Rec.-Aanvaller |
| 19. | Filip Gavenda        | Slowakije | Opposite       |

Zomer:
In: Märt Tammearu (2001), Arno Van De Velde (1995), Filip Gavenda (1996)
Uit: George Huhmann (1997), Hendrik Tuerlinckx (1987), Andreas Fragkos (1989)
Winter:
In: François Lecat (1993)
Uit: Filip Gavenda (1996)

### 2020-2021
Trainer: Steven Vanmedegael  België Assistent: Bram Van den hove  België
| No. | Naam                 | Land      | Positie        |
| --- | -------------------- | --------- | -------------- |
| 1.  | Dennis Deroey        | België    | Libero         |
| 2.  | Hendrik Tuerlinckx   | België    | Opposite       |
| 3.  | George Huhmann       | USA       | Midden-blokker |
| 4.  | Stijn D'Hulst        | België    | Spelverdeler   |
| 5.  | Pieter Coolman       | België    | Midden-blokker |
| 6.  | Michiel Ahyi         | NED       | Opposite       |
| 7.  | Stijn Van Schie      | NED       | Rec.-Aanvaller |
| 8.  | Matthijs Verhanneman | België    | Rec.-Aanvaller |
| 10. | Mathijs Desmet       | België    | Rec.-Aanvaller |
| 13. | Sander Depovere      | België    | Spelverdeler   |
| 15. | Andreas Fragkos      | GRE       | Rec.-Aanvaller |
| 17. | Rune Fasteland       | Noorwegen | Midden-blokker |
| 18. | Josse Devarrewaere   | België    | Libero         |

In: George Huhmann (1997), Stijn D'Hulst (1991), Michiel Ahyi (1998)
Uit: Brett Walsh (1994), Daniel Jansen Vandoorn (1990), Joseph Norman (1994)
Doorgeschoven uit Knack Roeselare B: Josse Devarrewaere (1999)

### 2019 - 2020
Trainer: Steven Vanmedegael  België Assistent: Massimo Pistoia  ITA
| No. | Naam                   | Land      | Positie        |
| --- | ---------------------- | --------- | -------------- |
| 1.  | Brett Walsh            | CAN       | Spelverdeler   |
| 2.  | Hendrik Tuerlinckx     | België    | Opposite       |
| 4.  | Dennis Deroey          | België    | Libero         |
| 5.  | Pieter Coolman         | België    | Midden-blokker |
| 7.  | Stijn Van Schie        | NED       | Rec.-Aanvaller |
| 8.  | Matthijs Verhanneman   | België    | Rec.-Aanvaller |
| 10. | Mathijs Desmet         | België    | Rec.-Aanvaller |
| 11. | Daniel Jansen Vandoorn | CAN       | Midden-blokker |
| 12. | Joseph Norman          | USA       | Opposite       |
| 13. | Sander Depovere        | België    | Spelverdeler   |
| 15. | Andreas Fragkos        | GRE       | Rec.-Aanvaller |
| 17. | Rune Fasteland         | Noorwegen | Midden-blokker |

### 2018 - 2019
Trainer: Steven Vanmedegael  België
| No. | Naam                 | Land      | Positie        |
| --- | -------------------- | --------- | -------------- |
| 1.  | Brett Walsh          | CAN       | Spelverdeler   |
| 2.  | Hendrik Tuerlinckx   | België    | Opposite       |
| 3.  | Benjamin Robbe       | België    | Libero         |
| 5.  | Pieter Coolman       | België    | Midden-blokker |
| 6.  | Stijn Dejockheere    | België    | Libero         |
| 7.  | Sam Holt             | USA       | Rec.-Aanvaller |
| 8.  | Matthijs Verhanneman | België    | Rec.-Aanvaller |
| 9.  | Arno Van de Velde    | België    | Midden-blokker |
| 10. | Mathijs Desmet       | België    | Rec.-Aanvaller |
| 12. | Ruben Van Hirtum     | België    | Rec.-Aanvaller |
| 13. | Sander Depovere      | België    | Spelverdeler   |
| 15. | Lou Kindt            | België    | Opposite       |
| 17. | Rune Fasteland       | Noorwegen | Midden-blokker |

### 2017 - 2018
Trainer: Emile Rousseaux  België Assistent: Steven Vanmedegael  België
| No. | Naam                   | Land   | Positie        |
| --- | ---------------------- | ------ | -------------- |
| 1.  | Angel Trinidad de Haro | Spanje | Spelverdeler   |
| 2.  | Hendrik Tuerlinckx     | België | Opposite       |
| 3.  | Benjamin Robbe         | België | Libero         |
| 5.  | Pieter Coolman         | België | Midden-blokker |
| 6.  | Stijn Dejonckheere     | België | Libero         |
| 7.  | Thomas Konings         | België | Opposite       |
| 8.  | Matthijs Verhanneman   | België | Rec.-Aanvaller |
| 9.  | Arno Van De Velde      | België | Midden-blokker |
| 10. | Mathijs Desmet         | België | Rec.-Aanvaller |
| 12. | Ruben Van Hirtum       | België | Rec.-Aanvaller |
| 13. | Sander Depovere        | België | Spelverdeler   |
| 14. | Miquel Àngel Fornés    | Spanje | Midden-blokker |
| 15. | Lou Kindt              | België | Opposite       |
| 17. | Piotr Orczyk           | POL    | Rec.-Aanvaller |

In: Benjamin Robbe, Mathijs Desmet, Sander Depovere (Par-Ky Menen  België), Lou Kindt (Lindemans Aalst  België),
Uit: Stijn D'Hulst (Düren  Duitsland), Gertjan Claes (Lindemans Aalst  België)

### 2016 - 2017
Trainer: Emile Rousseaux  België Assistent: Steven Vanmedegael  België
| No. | Naam                   | Land   | Positie        |
| --- | ---------------------- | ------ | -------------- |
| 1.  | Angel Trinidad de Haro | Spanje | Spelverdeler   |
| 2.  | Hendrik Tuerlinckx     | België | Opposite       |
| 4.  | Stijn D'Hulst          | België | Spelverdeler   |
| 5.  | Pieter Coolman         | België | Midden-blokker |
| 6.  | Stijn Dejonckheere     | België | Libero         |
| 7.  | Thomas Konings         | België | Opposite       |
| 8.  | Matthijs Verhanneman   | België | Rec.-Aanvaller |
| 9.  | Arno Van De Velde      | België | Midden-blokker |
| 11. | Gertjan Claes          | België | Rec.-Aanvaller |
| 12. | Ruben Van Hirtum       | België | Rec.-Aanvaller |
| 14. | Miquel Àngel Fornés    | Spanje | Midden-blokker |
| 17. | Piotr Orczyk           | POL    | Rec.-Aanvaller |

In: Miquel Àngel Fornés (Narbonne Volley  Frankrijk)
Uit: Paul Sanderson (Jakarta Pertamina Energi  INA), Pieter-Jan Creus (Marke-Webis  België), Joppe Paulides (Lendelede  België), Leonis Dedeyne (Par-ky Menen  België)

### 2015 - 2016
Trainer: Emile Rousseaux  België Assistent: Steven Vanmedegael  België
| No. | Naam                   | Land   | Positie        |
| --- | ---------------------- | ------ | -------------- |
| 1.  | Angel Trinidad de Haro | Spanje | Spelverdeler   |
| 2.  | Hendrik Tuerlinckx     | België | Opposite       |
| 3.  | Joppe Paulides         | NED    | Midden-blokker |
| 4.  | Stijn D'Hulst          | België | Spelverdeler   |
| 5.  | Pieter Coolman         | België | Midden-blokker |
| 6.  | Stijn Dejonckheere     | België | Libero         |
| 7.  | Thomas Konings         | België | Opposite       |
| 8.  | Matthijs Verhanneman   | België | Rec.-Aanvaller |
| 9.  | Arno Van De Velde      | België | Midden-blokker |
| 10. | Leonis Dedeyne         | België | Rec.-Aanvaller |
| 11. | Gertjan Claes          | België | Rec.-Aanvaller |
| 12. | Ruben Van Hirtum       | België | Rec.-Aanvaller |
| 17. | Piotr Orczyk           | POL    | Rec.-Aanvaller |
| 18. | Pieter-Jan Creus       | België | Libero         |
| 14. | Paul Sanderson (MJ)    | AUS    | Rec.-Aanvaller |

In: Angel Trinidad de Haro (TV Ingersoll Bühl  Duitsland), Thomas Konings (Topvolley Antwerpen  België/Topsportschool Vilvoorde  België), Paul Sanderson (Indios Mayaquez  PUR), Piotr Orczyk (Asse-Lennik  België)
Uit: Tomas Rousseaux (Volley Monza  Italië), Eemi Tervaportti (Galatasaray SK  TUR)

### 2014 - 2015
Trainer: Emile Rousseaux  België Assistent: Steven Vanmedegael  België
| No. | Naam                 | Land   | Positie        |
| --- | -------------------- | ------ | -------------- |
| 2.  | Hendrik Tuerlinckx   | België | Opposite       |
| 3.  | Joppe Paulides       | NED    | Midden-blokker |
| 4.  | Stijn D'Hulst        | België | Spelverdeler   |
| 5.  | Pieter Coolman       | België | Midden-blokker |
| 6.  | Stijn Dejonckheere   | België | Libero         |
| 8.  | Matthijs Verhanneman | België | Rec.-Aanvaller |
| 9.  | Arno Van De Velde    | België | Midden-blokker |
| 10. | Leonis Dedeyne       | België | Rec.-Aanvaller |
| 11. | Gertjan Claes        | België | Rec.-Aanvaller |
| 12. | Ruben Van Hirtum     | België | Rec.-Aanvaller |
| 14. | Eemi Tervaportti     | FIN    | Spelverdeler   |
| 15. | Tomas Rousseaux      | België | Rec.-Aanvaller |
| 18. | Pieter-Jan Creus     | België | Libero         |

In: Leonis Dedeyne (Optima Lendelede  België), Pieter-Jan Creus (Knack Roeselare B  België)
Uit: Lowie Stuer (Topvolley Antwerpen  België)

### 2013 - 2014
Trainer: Emile Rousseaux  België Assistent: Steven Vanmedegael  België
| No. | Naam                 | Land   | Positie        |
| --- | -------------------- | ------ | -------------- |
| 1.  | Stijn Dejonckheere   | België | Libero         |
| 2.  | Hendrik Tuerlinckx   | België | Opposite       |
| 3.  | Joppe Paulides       | NED    | Midden-blokker |
| 4.  | Stijn D'Hulst        | België | Spelverdeler   |
| 5.  | Pieter Coolman       | België | Midden-blokker |
| 6.  | Lowie Stuer          | België | Libero         |
| 8.  | Matthijs Verhanneman | België | Rec.-Aanvaller |
| 9.  | Arno Van De Velde    | België | Midden-blokker |
| 11. | Gertjan Claes        | België | Rec.-Aanvaller |
| 12. | Ruben Van Hirtum     | België | Rec.-Aanvaller |
| 14. | Eemi Tervaportti     | FIN    | Spelverdeler   |
| 15. | Tomas Rousseaux      | België | Rec.-Aanvaller |

In: Lowie Stuer (Vlaams Beloftenteam  België), Matthijs Verhanneman (Molfetta  ITA)
Uit: Alain Saade, Dirk Westphal, Wouter Verhelst

### 2012 - 2013
Trainer: Emile Rousseaux  België Assistent: Bart Hungenaert  België
| No. | Naam               | Land   | Positie        |
| --- | ------------------ | ------ | -------------- |
| 1.  | Stijn Dejonckheere | België | Libero         |
| 2.  | Hendrik Tuerlinckx | België | Opposite       |
| 3.  | Joppe Paulides     | NED    | Midden-blokker |
| 4.  | Stijn D'Hulst      | België | Spelverdeler   |
| 5.  | Pieter Coolman     | België | Midden-blokker |
| 6.  | Alain Saade        | LIB    | Opposite       |
| 8.  | Dirk Westphal      | GER    | Rec.-Aanvaller |
| 9.  | Arno Van De Velde  | België | Midden-blokker |
| 10. | Wouter Verhelst    | België | Midden-blokker |
| 11. | Gertjan Claes      | België | Rec.-Aanvaller |
| 12. | Ruben Van Hirtum   | België | Rec.-Aanvaller |
| 14. | Eemi Tervaportti   | FIN    | Spelverdeler   |
| 15. | Tomas Rousseaux    | België | Rec.-Aanvaller |
| 18. | Manuel Callebert   | België | Libero         |

In: Alain Saade (Soleco Herk-de-Stad  België), Tomas Rousseaux (Vlaams Beloften Team  België), Gertjan Claes (Euphony Asse-Lennik  België), Dirk Westphal (Euphony Asse-Lennik  België), Pieter Coolman (Prefaxis Menen  België), Eemi Tervaportti (Ajaccio  Frankrijk), Stijn Dejonckheere (Prefaxis Menen  België), Arno Van De Velde (Vlaams Beloften Team  België)
Uit: Nico Freriks, Sam Deroo (Pallavolo Modena  Italië), Marcus Eloe, Sergiu Stancu, Cristian Imhoff, Cristian Poglajen, Ryan Ammerman

### 2011 - 2012
Trainer: Dominique Baeyens  België Assistent: Bart Hungenaert  België
| No. | Naam               | Land             | Positie               |
| --- | ------------------ | ---------------- | --------------------- |
| 2.  | Hendrik Tuerlinckx | België           | Rec.-Aanvaller        |
| 1.  | Nico Freriks       | Nederland        | Spelverdeler          |
| 4.  | Stijn D'Hulst      | België           | Spelverdeler          |
| 3.  | Joppe Paulides     | Nederland        | Midden-blokker        |
| 6.  | Sam Deroo          | België           | Rec.-Aanvaller        |
| 11. | Ruben Van Hirtum   | België           | Rec.-Aanvaller        |
| 12. | Marcus Eloe        | Brazilië         | Rec.-Aanvaller/Libero |
| 10. | Wouter Verhelst    | België           | Midden-Blokker        |
| 5.  | Sergiu Stancu      | Roemenië         | Midden-Blokker        |
| 8.  | Cristian Imhoff    | Argentinië       | Opposite              |
| 9.  | Cristian Poglajen  | Argentinië       | Rec.-Aanvaller        |
|     | Ryan Ammerman      | Verenigde Staten | Spelverdeler          |
| 18. | Manu Callebert     | België           | Libero                |

In: Joppe Paulides (Averbode  België), Cristian Poglajen, Nico Freriks, Marcus Eloe, Sergiu Stancu, Ruben Van Hirtum, Cristian Imhoff, Ryan Ammerman
Uit: Matthijs Verhanneman (Itas Diatec Trentino  Italië), Kristof Hoho (SK Posojilnica Aich/Dob  Oostenrijk), Armands Celitans, Ivan Contreras, Tije Vlam, Kevin Geerinckx

### 2010- 2011
Trainer: Dominique Baeyens  België Assistent: Bart Hungenaert  België
| No. | Naam                 | Land      | Positie         |
| --- | -------------------- | --------- | --------------- |
| 1.  | Tije Vlam            | Nederland | Midden-Blokker  |
| 2.  | Hendrik Tuerlinckx   | België    | Rec.-Aanvaller  |
| 3.  | Frank Depestele      | België    | Spelverdeler    |
| 4.  | Stijn D'Hulst        | België    | Spelverdeler    |
| 5.  | Armands Celitans     | Letland   | Midden-blokker  |
| 6.  | Sam Deroo            | België    | Rec.-Aanvaller  |
| 7.  | Ivan Contreras       | Mexico    | Opposite        |
| 8.  | Kevin Geerinckx      | België    | Libero          |
| 10. | Wouter Verhelst      | België    | Midden-Blokker  |
| 11. | Kristof Hoho         | België    | Rec.-Aanvaller  |
| 12. | Matthijs Verhanneman | België    | Rec.-Aanvaller  |
| 18. | Manu Callebert       | België    | Libero          |
| /.  | Jeroen Balduyck      | België    | Opposite(Stage) |

In: Stijn D'Hulst (Vlaams Beloftenteam  België), Armands Celitans (Lase-R Riga  Letland), Sam Deroo (Vlaams Beloftenteam  België), Kevin Geerinckx (Averbode  België) 

Uit: Dragan Radovic (Noliko Maaseik  België), Joost Borremans (Puurs  België), Brecht Dewyspelaere (Doskom Moorslede  België), Mark Dodds, Danilo Dos Santos (gestopt)

### 2009 - 2010
Trainer: Dominique Baeyens  België Assistent: Bart Hungenaert  België
| No. | Naam                 | Land      | Positie        |
| --- | -------------------- | --------- | -------------- |
| 1.  | Tije Vlam            | Nederland | Midden-Blokker |
| 2.  | Hendrik Tuerlinckx   | België    | Rec.-Aanvaller |
| 3.  | Frank Depestele      | België    | Spelverdeler   |
| 4.  | Dragan Radovic       | Slovenië  | Midden-Blokker |
| 5.  | Joost Borremans      | België    | Spelverdeler   |
| 6.  | Brecht Dewyspelaere  | België    | Rec.-Aanvaller |
| 7.  | Ivan Contreras       | Mexico    | Opposite       |
| 8.  | Mark Dodds           | Canada    | Rec.-Aanvaller |
| 10. | Wouter Verhelst      | België    | Midden-Blokker |
| 12. | Matthijs Verhanneman | België    | Rec.-Aanvaller |
| 13. | Danilo Dos Santos    | Brazilië  | Rec.-Aanvaller |
| 18. | Manu Callebert       | België    | Libero         |

Kristof Hoho werd aangetrokken tijdens het seizoen.

In: Kristof Hoho 

Uit:

### 2008 - 2009
Trainer: Dominique Baeyens  België Assistent: Bart Hungenaert  België
| No. | Naam                   | Land      | Positie        |
| --- | ---------------------- | --------- | -------------- |
| 1.  | Raimo Pajusalu         | Estland   | Midden-Blokker |
| 2.  | Hendrik Tuerlinckx     | België    | Rec.-Aanvaller |
| 3.  | Milos Nikic            | Servië    | Rec.-Aanvaller |
| 4.  | Dragan Radovic         | Slovenië  | Midden-Blokker |
| 5.  | Joost Borremans        | België    | Spelverdeler   |
| 6.  | Julien Lemay           | Frankrijk | Libero         |
| 7.  | Antonin Rouzier        | Frankrijk | Opposite       |
| 8.  | Miloslav Marel         | Tsjechië  | Aanvaller      |
| 9.  | Guilherme Brito Santos | Brazilië  | Spelverdeler   |
| 10. | Wouter Verhelst        | België    | Midden-Blokker |
| 12. | Matthijs Verhanneman   | België    | Rec.-Aanvaller |
| 18. | Manu Callebert         | België    | Libero         |

In: Milos Nikic (Sparkling Milano  Italië), Guilherme Brito Santos (Bento Volei  Brazilië),  Dragan Radovic (Lennik  België), Antonin Rouzier (Montpellier  Frankrijk), Hendrik Tuerlinckx (Perugia  Italië)

Uit: Ivan Contreras (Ziraat Bankasi Ankara  Turkije), Ward Coucke - (Narbonne  Frankrijk), Norbert Walter - (?), Frantisek Ogurcak - (Treviso  Italië), Kris Brand - (?), Nico Freriks - (Jastrzebski Wegiel  Polen), Benjamin Hardy - (Jastrzebski Wegiel  Polen)

### 2007 - 2008
Trainer: Dominique Baeyens  België Assistent: Bart Hungenaert  België
| No. | Naam                 | Land      | Positie        |
| --- | -------------------- | --------- | -------------- |
| 1.  | Raimo Pajusalu       | Estland   | Midden-Blokker |
| 2.  | Nico Freriks         | Nederland | Spelverdeler   |
| 3.  | Norbert Walter       | Duitsland | Midden-Blokker |
| 4.  | Joost Borremans      | België    | Spelverdeler   |
| 5.  | Matthijs Verhanneman | België    | Rec.-Aanvaller |
| 6.  | Julien Lemay         | Frankrijk | Libero         |
| 7.  | Ivan Contreras       | Mexico    | Opposite       |
| 8.  | Kris Brand           | Canada    | Opposite       |
| 9.  | Frantisek Ogurcak    | Slowakije | Rec.-Aanvaller |
| 10. | Wouter Verhelst      | België    | Midden-Blokker |
| 14. | Benjamin Hardy       | Australië | Rec.-Aanvaller |
| 18. | Manu Callebert       | België    | Libero         |

In: Norbert Walter (Montpellier  Frankrijk), Kris Brand (University of Saskatchewan (The Huskies)  Canada)

Uit: Ivan Marquez (Olympiakos Piraeus  Griekenland), Ward Coucke - 1 seizoen op uitleenbasis (Lennik)

### 2006 - 2007
Trainer: Dominique Baeyens  België Assistent: Bart Hungenaert  België
| No. | Naam                 | Land      | Positie        |
| --- | -------------------- | --------- | -------------- |
| 1.  | Raimo Pajusalu       | Estland   | Midden-Blokker |
| 2.  | Nico Freriks         | Nederland | Spelverdeler   |
| 3.  | Ward Coucke          | België    | Rec.-Aanvaller |
| 4.  | Joost Borremans      | België    | Spelverdeler   |
| 5.  | Matthijs Verhanneman | België    | Rec.-Aanvaller |
| 6.  | Julien Lemay         | Frankrijk | Libero         |
| 7.  | Ivan Contreras       | Mexico    | Opposite       |
| 9.  | Frantisek Ogurcak    | Slowakije | Rec.-Aanvaller |
| 10. | Wouter Verhelst      | België    | Midden-Blokker |
| 13. | Ivan Marquez         | Venezuela | Midden-Blokker |
| 14. | Benjamin Hardy       | Australië | Rec.-Aanvaller |
| 18. | Manu Callebert       | België    | Libero         |

In: Nico Freriks (Hypo Tirol Innsbrück  Oostenrijk), Raimo Pajusalu (Hypo Tirol Innsbrück  Oostenrijk), Frantisek Ogurcak (Kladno  Tsjechië), Joost Borremans (Lennik), Ward Coucke (Puurs), Matthijs Verhanneman (PNV Waasland) en Julien Lemay (Torhout)

Uit: Sergiu Stancu (Tours  Frankrijk), Frank Depestele (Iraklis  Griekenland), Kristof Hoho (Beauvais  Frankrijk), Ruben Van der Ougstraete (Puurs), Armin Dewes (Pafiakos  Cyprus), Tomas Rubacek (Pafiakos  Cyprus), Brecht Van Kerckhove (Lennik)

### 2005 - 2006
Trainer: Dominique Baeyens  België Assistent: Bart Hungenaert  België
| No. | Naam                     | Land      | Positie        |
| --- | ------------------------ | --------- | -------------- |
| 1.  | Ruben Van der Ougstraete | België    | Opposite       |
| 2.  | Tomas Rubacek            | Tsjechië  | Rec.-Aanvaller |
| 4.  | Frank Depestele          | België    | Spelverdeler   |
| 5.  | Sergiu Stancu            | Roemenië  | Midden-Blokker |
| 6.  | Armin Dewes              | Duitsland | Midden-Blokker |
| 7.  | Ivan Contreras           | Mexico    | Opposite       |
| 11. | Kristof Hoho             | België    | Rec.-Aanvaller |
| 13. | Ivan Marquez             | Venezuela | Midden-Blokker |
| 14. | Benjamin Hardy           | Australië | Rec.-Aanvaller |
| 15. | Wouter Verhelst          | België    | Midden-Blokker |
| 17. | Brecht Van Kerckhove     | België    | Spelverdeler   |
| 18. | Manu Callebert           | België    | Libero         |

In: Tomas Rubacek (Carife Ferrara  Italië), Armin Dewes (VV Leipzig  Duitsland), Wouter Verhelst (Lennik)

Uit: Denis Van Calster (Menen), Ward Loyson (Menen), Bram Van Ghelue (Pafiakos  Cyprus)

### 2004 - 2005
Trainer: Dominique Baeyens  België Assistent: Bart Hungenaert  België
| No. | Naam                     | Land      | Positie        |
| --- | ------------------------ | --------- | -------------- |
| 1.  | Ruben Van der Ougstraete | België    | Opposite       |
| 2.  | Denis Van Calster        | België    | Libero         |
| 4.  | Frank Depestele          | België    | Spelverdeler   |
| 5.  | Sergiu Stancu            | Roemenië  | Midden-Blokker |
| 7.  | Ivan Contreras           | Mexico    | Opposite       |
| 10. | Bram Van Ghelue          | België    | Rec.-Aanvaller |
| 11. | Kristof Hoho             | België    | Rec.-Aanvaller |
| 12. | Ward Loyson              | België    | Midden-Blokker |
| 13. | Ivan Marquez             | Venezuela | Midden-Blokker |
| 14. | Benjamin Hardy           | Australië | Rec.-Aanvaller |
| 17. | Brecht Van Kerckhove     | België    | Spelverdeler   |
| 18. | Manu Callebert           | België    | Libero         |

In: Kristof Hoho (Noliko Maaseik), Sergiu Stancu (Torhout), Ivan Marquez (Palma de Mallorca  Spanje), Manu Callebert (Torhout), Bejamin Hardy (Bolzano  Italië), Brecht Van Kerckhove (Lennik)

Uit: Manu Schaller ( Frankrijk), Jonas Napier (Näfels  Zwitserland), Ralph Berghmann (Noliko Maaseik), Kid Gilmar Texeira (Sun Torray  Japan), Josip Josipovic (PNV Waasland)

### 2003 - 2004
Trainer: Dominique Baeyens  België Assistent: Bart Hungenaert  België
| No. | Naam                     | Land                  | Positie        |
| --- | ------------------------ | --------------------- | -------------- |
| 1.  | Ruben Van der Ougstraete | België                | Opposite       |
| 2.  | Denis Van Calster        | België                | Libero         |
| 3.  | Josip Josipovic          | Bosnië en Herzegovina | Spelverdeler   |
| 4.  | Frank Depestele          | België                | Spelverdeler   |
| 5.  | Jonas Napier             | Denemarken            | Rec.-Aanvaller |
| 7.  | Ivan Contreras           | Mexico                | Opposite       |
| 8.  | Emmanuel Schaller        | Frankrijk             | Midden-Blokker |
| 10. | Kid Gilmar Texeira       | Brazilië              | Rec.-Aanvaller |
| 11. | Bram Van Ghelue          | België                | Rec.-Aanvaller |
| 12. | Ward Loyson              | België                | Midden-Blokker |
| 13. | Ralph Bergmann           | Duitsland             | Midden-Blokker |

In: Ruben Van der Ougstraete (Lendelede), Jonas Napier (Benfica Lissabon  Portugal), Kid Gilmar Texeira (Verona  Italië), Emmanuel Schaller (Harnes  Frankrijk)

Uit: Marc Schalk (AS Cannes  Frankrijk), José Luis Molto (Palma de Mallorca  Spanje), Guillermo Falasca (Taviano  Italië)

### 2002 - 2003
Trainer: Dominique Baeyens  België Assistent: Bart Hungenaert  België
| No. | Naam              | Land                  | Positie        |
| --- | ----------------- | --------------------- | -------------- |
| 1.  | Guillermo Falasca | Spanje                | Opposite       |
| 2.  | Denis Van Calster | België                | Libero         |
| 3.  | Josip Josipovic   | Bosnië en Herzegovina | Spelverdeler   |
| 4.  | Frank Depestele   | België                | Spelverdeler   |
| 5.  | Marc Schalk       | Frankrijk             | Rec.-Aanvaller |
| 7.  | Ivan Contreras    | Mexico                | Rec.-Aanvaller |
| 8.  | José Luis Molto   | Spanje                | Midden-Blokker |
| 11. | Bram Van Ghelue   | België                | Rec.-Aanvaller |
| 12. | Ward Loyson       | België                | Midden-Blokker |
| 13. | Ralph Bergmann    | Duitsland             | Midden-Blokker |

In: Ralph Bergmann (Lennik), Ward Loyson (?), Bram Van Ghelue (?), José Luis Molto (Paris Volley  Frankrijk), Frank Depestele (Antwerpen)

Uit: Joan Nuyts (Halen), Koen Michiels (Lennik), Walter Engelen (stopt met volleybal), Miguel Angel Falasca (Kerakoll Modena  Italië), Steve Brinkman (Arona Tenerife  Spanje), Albert Cristina (Omniworld Almere  Nederland)

### 2001 - 2002
Trainer: Dominique Baeyens  België Assistent: Rutwin Willems  België
| No. | Naam                 | Land                  | Positie        |
| --- | -------------------- | --------------------- | -------------- |
| 1.  | Guillermo Falasca    | Spanje                | Opposite       |
| 2.  | Denis Van Calster    | België                | Libero         |
| 3.  | Josip Josipovic      | Bosnië en Herzegovina | Spelverdeler   |
| 4.  | Joan Nuyts           | België                | Middenblokker  |
| 5.  | Marc Schalk          | Frankrijk             | Rec.-Aanvaller |
| 6.  | Bart Hungenaert      | België                | Libero         |
| 7.  | Ivan Contreras       | Mexico                | Rec.-Aanvaller |
| 8.  | Koen Michiels        | België                | Midden-Blokker |
| 9.  | Walter Engelen       | België                | Rec.-Aanvaller |
| 10. | Miguel Angel Falasca | Spanje                | Spelverdeler   |
| 11. | Steve Brinkman       | Canada                | Midden-Blokker |
| 12. | Albert Cristina      | Nederland             | Midden-Blokker |

In: Guillermo Falasca (Poitiers  Frankrijk), Bart Hungenaert (Smashing Brugge), Steve Brinkman (Sète  Frankrijk)

Uit: Dragan Svetozarevic (Lennik)

### 2000 - 2001
Trainer: Dominique Baeyens  België Assistent: Rutwin Willems  België
| No. | Naam                 | Land                  | Positie        |
| --- | -------------------- | --------------------- | -------------- |
| 2.  | Denis Van Calster    | België                | Libero         |
| 3.  | Josip Josipovic      | Bosnië en Herzegovina | Spelverdeler   |
| 4.  | Joan Nuyts           | België                | Midden-Blokker |
| 5.  | Marc Schalk          | Frankrijk             | Rec.-Aanvaller |
| 7.  | Ivan Contreras       | Mexico                | Rec.-Aanvaller |
| 8.  | Koen Michiels        | België                | Midden-Blokker |
| 9.  | Walter Engelen       | België                | Rec.-Aanvaller |
| 10. | Dragan Svetozarevic  | Joegoslavië           | Opposite       |
| 11. | Miguel Angel Falasca | Spanje                | Spelverdeler   |
| 12. | Albert Cristina      | Nederland             | Midden-Blokker |

In: Ivan Contreras (Näfels  Zwitserland), Marc Schalk (Cannes  Frankrijk), Joan Nuyts (Averbode), Miguel Angel Falasca (Ferrara  Italië)

Uit: Martin van der Horst (Vrevok  Nederland), Stijn Coene (Menen), Kris Tanghe (Cannes  Frankrijk),

### 1999 - 2000
Trainer: Dominique Baeyens  België
| No. | Naam                 | Land                  | Positie        |
| --- | -------------------- | --------------------- | -------------- |
| 1.  | Stijn Coene          | België                | Rec.-Aanvaller |
| 2.  | Denis Van Calster    | België                | Libero         |
| 3.  | Josip Josipovic      | Bosnië en Herzegovina | Spelverdeler   |
| 4.  | Kris Tanghe          | België                | Spelverdeler   |
| 6.  | Rutwin Willems       | België                | Libero         |
| 7.  | Ante Jakovcevic      | Kroatië               | Rec.-Aanvaller |
| 8.  | Koen Michiels        | België                | Midden-Blokker |
| 9.  | Walter Engelen       | België                | Rec.-Aanvaller |
| 10. | Dragan Svetozarevic  | Joegoslavië           | Opposite       |
| 11. | Martin van der Horst | Nederland             | Midden-Blokker |
| 12. | Albert Cristina      | Nederland             | Midden-Blokker |

In: Dragan Svetozarevic (Everbeur), Ante Jakovcevic (Zagreb/Kro), Koen Michiels (Torhout).

Uit: Stephen Shittu (Maaseik), Stéphane Radu (Puurs), Ron Zwerver (gestopt).

### 1998 - 1999
Trainer: Dominique Baeyens  België
| No. | Naam                 | Land                  | Positie        |
| --- | -------------------- | --------------------- | -------------- |
| 1.  | Stijn Coene          | België                | Rec.-Aanvaller |
| 2.  | Denis Van Calster    | België                | Libero         |
| 3.  | Josip Josipovic      | Bosnië en Herzegovina | Spelverdeler   |
| 4.  | Kris Tanghe          | België                | Spelverdeler   |
| 5.  | Stephen Shittu       | België                | Opposite       |
| 6.  | Rutwin Willems       | België                | Libero         |
| 7.  | Stéphane Radu        | België                | Rec.-Aanvaller |
| 8.  | Ron Zwerver          | Nederland             | Rec.-Aanvaller |
| 9.  | Walter Engelen       | België                | Rec.-Aanvaller |
| 11. | Martin van der Horst | Nederland             | Midden-Blokker |
| 12. | Albert Cristina      | Nederland             | Midden-Blokker |

In: Ron Zwerver (Treviso  Italië), Stephen Shittu (Zorgvliet)

Uit: Paul Duerden (Poitiers  Frankrijk), Frederik Lievens (Olva Assebroek), Fernando Borrero (?), Brecht Rodenburg (?).

### 1997 - 1998
Trainer: Dominique Baeyens  België
| No. | Naam                 | Land                  | Positie        |
| --- | -------------------- | --------------------- | -------------- |
| 1.  | Stijn Coene          | België                | Rec.-Aanvaller |
| 2.  | Denis Van Calster    | België                | Libero         |
| 3.  | Josip Josipovic      | Bosnië en Herzegovina | Spelverdeler   |
| 4.  | Kris Tanghe          | België                | Spelverdeler   |
| 5.  | Brecht Rodenburg     | Nederland             | Rec.-Aanvaller |
| 6.  | Paul Duerden         | Canada                | Opposite       |
| 7.  | Frederik Lievens     | België                | Opposite       |
| 8.  | Stéphane Radu        | België                | Rec.-Aanvaller |
| 9.  | Walter Engelen       | België                | Rec.-Aanvaller |
| 10. | Fernando Borrero     | Argentinië            | Midden-Blokker |
| 11. | Martin van der Horst | Nederland             | Midden-Blokker |
| 12. | Albert Cristina      | Nederland             | Midden-Blokker |

In: Paul Duerden (Treviso  Italië), Albert Cristina (Apeldoorn  Nederland), Martin van der Horst (Dachau  Duitsland), Dominique Baeyens (Zellik - Trainer/Coach)

Uit: Marc Spaenjers (Trainer/Coach)

### 1996 - 1997
Trainer: Marc Spaenjers  België
| No. | Naam               | Land       | Positie        |
| --- | ------------------ | ---------- | -------------- |
| 1.  | Stijn Coene        | België     | Rec.-Aanvaller |
| 2.  | Denis Van Calster  | België     | Libero         |
| 3.  | Jurgen Devits      | België     | Spelverdeler   |
| 4.  | Kris Tanghe        | België     | Spelverdeler   |
| 5.  | Brecht Rodenburg   | Nederland  | Rec.-Aanvaller |
| 7.  | Bart Van Hoyweghen | België     | Midden-Blokker |
| 8.  | Stéphane Radu      | België     | Rec.-Aanvaller |
| 9.  | Walter Engelen     | België     | Rec.-Aanvaller |
| 10. | Fernando Borrero   | Argentinië | Midden-Blokker |
| 12. | Jacques Vermeulen  | België     | Opposite       |
| 13. | Milorad Kovac      |            | Midden-Blokker |

In: Milorad Kovac (Botsfjort  Noorwegen), Brecht Rodenburg (?  Nederland), Fernando Borrero (Flamengo  BRA)

Uit: Dieter Verbeke (Torhout  België), Jeroen Lerno (?  België), Russ Paddock (?)

### 1995 - 1996
| No. | Naam               | Land | Positie |
| --- | ------------------ | ---- | ------- |
| 1.  | Stijn Coene        |      |         |
| 2.  | Denis Van Calster  |      |         |
| 3.  | Jurgen Devidts     |      |         |
| 4.  | Kris Tanghe        |      |         |
| 5.  | Jeroen Lerno       |      |         |
| 6.  | Dieter Verbeke     |      |         |
| 7.  | Bart Van Hoywehgen |      |         |
| 8.  | Stéphane Radu      |      |         |
| 9.  | Walter Engelen     |      |         |
| 10. | Russ Paddock       |      |         |
| 11. | Dries Mermuys      |      |         |
| 12. | Jacques Vermeulen  |      |         |
| 13. | Jelle Van Coillie  |      |         |

### 1994 - 1995
| No. | Naam               | Land | Positie |
| --- | ------------------ | ---- | ------- |
| 1.  | Dieter Huyghebaert |      |         |
| 2.  | Milorad Kovac      |      |         |
| 3.  | Kris Debouck       |      |         |
| 4.  | Kris Tanghe        |      |         |
| 5.  | Jeroen Lerno       |      |         |
| 6.  | Dieter Veberke     |      |         |
| 8.  | Stéphane Radu      |      |         |
| 9.  | Walter Engelen     |      |         |
| 10. | Russ Paddock       |      |         |
| 12. | Jacques Vermeulen  |      |         |
|     | Kurt Evens         |      |         |

## Geschiedenis

### De start (1964)
Knack Randstad Roeselare ontstaat in januari 1964 aan de broederschool in Roeselare. Initiatiefnemer was Johny Deswarte die enkele leerlingen rond zich schaarde en na één training reeds een match ging spelen op de speelplaats van het parochieschooltje in Kachtem.
De ploeg bestond uit 17-jarigen die praktisch allen voor het eerst kennismaakten met de volleybalsport. Ze vroegen Broeder Overste om de speelplaats van de nodige installatie te voorzien. Iedere woensdagnamiddag werd er gespeeld. Er kwam een bestuur met naast de spelers ook een tweetal broeders. Als naam werd The Jets gekozen, afkomstig van de naam van een bende uit de musical West Side Story. Secretaris-speler was William Ingels en de eerste voorzitter werd broeder Mangelschots. In het eerste competitiejaar werden alle wedstrijden werden met 3-0 gewonnen en ook in de Beker werd slechts in de kwartfinale verloren van derde nationaler Stade Kortrijk. Het was in die periode dat Hugo Coussée voorzitter werd.

### Coussée & Ingels
Hugo Coussée en William Ingels waren een gouden tandem die de club naar onbekende hoogten zouden leiden. Ingels had van in het begin slechts één doel: met 'The Jets' kampioen van België worden. De ambitie en het enthousiasme van Ingels en de bemiddeling en professionalisering van Coussée leidden de club in geen tijd naar de hogere klassen. In vier jaar tijd werd de stap van derde provinciale naar derde nationale gezet. Ingels werd na zijn spelersloopbaan een tijdlang zelf trainer tot hij inzag dat de club alleen nog hoger kon door het inschakelen van internationale trainers en spelers. In 1982 zette de club, inmiddels Knack Roeselare, de stap naar ereklasse en in 1989 werd voor het eerst kampioen gespeeld. Coussée was toen al erevoorzitter en overleed in 1991 tijdens een match van Knack Roeselare. Ingels verliet het bestuur in 1993 en overleed in 2010. Het duo Coussée en Ingels werd tijdens het erfgoed project 'Het talent van Roeselare' van de stad Roeselare in 2013 als vierde verkozen in de top 100 van 'Hét talent van Roeselare' of 'de grootste Roeselarenaars' aller tijden.

### Palmares

#### BeNe
- BeNe Conference

Winnaar (1x): Seizoen 2024-2025
- BeNe Cup

Winnaar (1×): Seizoen 2024-2025
MVP van de BeNe Conference
2024-2025 Basil Dermaux

#### Nationaal
- Liga A Landskampioen

Winnaar (16x): Seizoen 1988-1989, 1999-2000, 2004-2005, 2005-2006, 2006-2007, 2009-2010, 2012-2013, 2013-2014, 2014-2015, 2015-2016, 2016-2017, 2020-2021, 2021-2022, 2022-2023, 2023-2024, 2024-2025
- Beker van België

Winnaar (17x): Seizoen 1988-1989, 1989-1990, 1993-1994, 1999-2000, 2004-2005, 2005-2006, 2010-2011, 2012-2013, 2015-2016, 2016-2017, 2017-2018, 2018-2019, 2019-2020, 2020-2021, 2022-2023, 2023-2024, 2024-2025
- Belgische Supercup

Winnaar (11x): Seizoen 2000-2001, 2004-2005, 2005-2006, 2007-2008, 2010-2011, 2013-2014, 2014-2015, 2018-2019, 2019-2020, 2022-2023, 2023-2024
Speler v/h Jaar
1997-1998 Kris Tanghe
1999-2000 Martin van der Horst
2004-2005 Ivan Contreras
2005-2006 Frank Depestele
2006-2007 Ivan Contreras
2007-2008 Ivan Contreras
2009-2010 Frank Depestele
2010-2011 Frank Depestele
2012-2013 Hendrik Tuerlinckx
2013-2014 Hendrik Tuerlinckx
2016-2017 Hendrik Tuerlinckx
2017-2018 Hendrik Tuerlinckx
2018-2019 Matthijs Verhanneman
2020-2021 Stijn D'Hulst
2022-2023 Pablo Kukartsev
2023-2024 Seppe Rotty
2024-2025 Basil Dermaux
Trainer-coach v/h Jaar
1997-1998 Dominique Baeyens
1998-1999 Dominique Baeyens
1999-2000 Dominique Baeyens
2004-2005 Dominique Baeyens
2005-2006 Dominique Baeyens
2006-2007 Dominique Baeyens
2007-2008 Dominique Baeyens
2009-2010 Dominique Baeyens
2012-2013 Emile Rousseaux
2013-2014 Emile Rousseaux
2015-2016 Emile Rousseaux
2016-2017 Emile Rousseaux
2022-2023 Steven Vanmedegael
Flanders Volley Gala, De Witte Molen, St. Niklaas
2000-2001 Goud (Parijs)
2002-2003 Goud (Suzano)
2004-2005 Goud (Cannes)
2009-2010 Goud (Cannes)

#### Europees
Europese campagnes: 36 
Champions League campagnes: 23
Europese wedstrijden: 260 
Champions League wedstrijden: 167
Europese Finale: Seizoen 1990-1991 (4de plaats)
Final Four
1994-1995 Brons
1997-1998 Zilver
1998-1999 Zilver
2001-2002 Goud (Winnaar TOP TEAMS CUP Czestochowa 2001-2002, een unicum in het Belgische Herenvolleybal)
2015-2016 Brons
2022-2023 (Finale CEV Cup)
Champions League:
2000-2001 kwartfinale
2002-2003 9de op 20 teams
2003-2004 8ste op 20 teams
2004-2005 13de op 20 teams
2005-2006 9de op 20 teams
2006-2007 kwalificatie play offs top 12 en top 6
2007-2008 kwalificatie play offs top 12
2008-2009 kwalificatie 1/8 finales
2009-2010 kwalificatie play offs top 12
2010-2011 kwalificatie play offs top 12
2012-2013 14de op 28 teams
2013-2014 kwalificatie play offs top 12
2014-2015 15de op 28 teams
2015-2016 15de op 28 teams
2016-2017 kwalificatie play offs top 12
2017-2018 14de op 32 teams
2018-2019 11de op 34 teams
2019-2020 kwartfinale (toernooi onafgewerkt door corona)
2020-2021 11de op 24 teams
2021-2022 9de op 24 teams
2022-2023 12de op 29 teams
2023-2024 12de op 31 teams
2024-2025
Best Scorer Champions League (tot 2008)
2002-2003 - Guillermo Falasca
2004-2005 - Ivan Contreras
2007-2008 - Ivan Contreras
Best Server Champions League: (tot 2003)
2002-2003 - Guillermo Falasca
Best Setter Champions League: (tot 2006)
2005-2006 - Frank Depestele
Best Receiver Champions League: (tot 2021)
2017-2018 - Stijn Dejonckheere
2020-2021 - Dennis Deroey
Best Receiver by Efficiency Champions League: (tot 2018 en 2022 tot 2024)
2006-2007 - Julien Lemay
2017-2018 - Stijn Dejonckheere
2023-2024 - Dennis Deroey
Best Spiker Champions League: (tot 2008)
2007-2008 - Ivan Contreras
Best Blocker Champions League: (tot 2008)
2007-2008 - Norbert Walter
CL Volley Men All-Star Team:
2024-2025 - Seppe Rotty (Best outside hitter)

## Bekende spelers
| - Albert Cristina - Martin van der Horst - Brecht Rodenburg - Ron Zwerver - Ralph Bergmann - Sergiu Stancu - Marc Schalk - Guillermo Falasca - Miguel Angel Falasca - José Luis Molto - Gilmar Nascimento Texeira |  | - Paul Duerden - Steve Brinkman - Walter Engelen - Kristof Hoho - Frank Depestele - Hendrik Tuerlinckx - Matthijs Verhanneman - Miloš Nikić - Antonin Rouzier - Ivan Contreras - Benjamin Hardy |